# Шевцов, Пётр Фёдорович
Пётр Фёдорович Шевцов (25 июля 1912 года — 17 января 1944 года) — советский лётчик, Герой Советского Союза (1937), полковник авиации.

## Биография
Родился в городе Бухара в семье железнодорожника. С 1920 года жил на станции Тюлькубас Чимкентского уезда Сырдарьинской области Туркестанской АССР, где закончил 4 класса. В 1928 году вступил в ВЛКСМ. В 1929 году переехал в Оренбург. Окончил школу фабрично-заводского ученичества. Затем работал котельщиком на паровозоремонтном заводе.
В 1930 году поступил на службу в Красную армию. В феврале 1932 года был направлен на учёбу в 3-ю военную школу лётчиков и лётнабов в Оренбурге, которую окончил в 1933 году. Был направлен на службу в 107-ю отдельную истребительную авиационную эскадрилью, которая базировалась в Брянске.
С ноября 1936 по август 1937 года участвовал в борьбе с фашистами за независимость республиканской Испании в рядах добровольцев-интернационалистов. Командовал эскадрильей И-16. За манеру своего пилотирования его прозвали камарадо Педро.
К 16 марта 1937 года в воздушных боях сбил 1 противника лично и 1 - в группе. Общее количество побед в небе Испании в разных источниках указывается разное: 4 (3 лично и 1 в группе) или 5 (2 лично и 3 в группе). 
В начале августа загранкомандировка Шевцова подошла к концу, и он был отозван на Родину. За мужество, проявленное в Испании, 22 октября 1937 года удостоен звания Героя Советского Союза.
В 1938 году стал командиром сводного полка армии особого назначения-1, затем, в августе того же года, был назначен командующим 66-й авиабригадой Белорусского Особого военного округа. С 1938 года член ВКП(б). В 1939 году Шевцов окончил КУКС при Военной академии Генштаба.
Вскоре произошло неприятное происшествие. 20 июля 1939 года начальник Политического управления РККА армейский комиссар 1-го ранга Мехлис докладывал Военному Совету НКО СССР:

 «23 мая 1939 года командир 66-й авиационной бригады Герой Советского Союза полковник Шевцов совместно со своими подчинёнными по службе командиром 33-го авиационного полка майором Акуленко организовали пьянку, окончившуюся дебошем в городе. При попытке со стороны органов милиции предотвратить это хулиганство Шевцов и Акуленко нанесли побои участковому инспектору милиции т. Куликову и рабочему Архищеву, всячески оскорбляли их».
Виновные были преданы товарищескому суду чести командного, политического и начальствующего состава, который постановил понизить Шевцова и Акуленко в должности.
В заявлении от 18 июня Шевцов писал:

 «Понесённое взыскание считаю правильным, и это взыскание для меня будет наукой на всю жизнь. Заверяю Военный Совет… что подлинно большевистской работой оправдаю себя в своей повседневной работе и выведу соединение или часть, которую мне доверят, на первое место в округе по всем дисциплинам». Майор Акуленко в заявлении в ПУ РККА писал: «Я понял одно, что если после этого случая у меня будет хотя бы малейший намёк на подобное, я потеряю совесть, честь, достоинство не только как командир РККА, но как Гражданин Советского Союза».
7 августа 1939 года Шевцов был снижен в звании до майора, а в преддверии Зимней войны, 23 ноября 1939 года, переведён на должность инспектора-лётчика ВВС РККА.
В 1939—1940 годах участвовал в войне с белофиннами. 29 июля 1940 года восстановлен в звании полковника и до 30 апреля 1941 года инспектировал технику пилотирования в 7-й авиационной дивизии.
Во время Великой Отечественной войны воевал в составе ВВС Северо-Западного и Западного фронтов. Войну начал инспектором по технике пилотирования 57-й авиадивизии. С 19 января 1942 года занял должность командира эскадрильи 510-го истребительного авиаполка. С 20 июля 1942 года по 4 декабря 1942 года был пилотом, затем штурманом, 627-го истребительного авиационного полка. После чего вернулся к инспектированию пилотажа, сперва в 303-й, а затем в 309-й истребительных авиадивизиях. 6 июля 1943 года возглавил одну из эскадрилий 272-го истребительного авиаполка, а с 26 декабря и сам полк.
По состоянию на 17 октября 1943 года, совершил 168 боевых вылетов, участвовал в 23 воздушных боях, лично сбил 7 вражеских самолётов.
Погиб 17 января 1944 года при аварии самолёта Ла-5 на аэродроме Дубровка и был похоронен в деревне Дубровка Руднянского района Смоленской области. Позднее перезахоронен в братской могиле в городе Рудня.

## Память
- В честь Шевцова названа улица в городе Рудня, школа и улица в посёлке городского типа Тюлькубас.

## Награды
- медаль «Золотая Звезда» Героя Советского Союза № 58 (22.10.1937[5]);
- орден Ленина (22.10.1937[5]);
- три ордена Красного Знамени (02.01.1937[6]; 04.07.1937[7]; 02.10.1943[8]);
- орден Отечественной войны 1-й степени (21.09.1943[3]).